# Консервація лісоматеріалів
Усі заходи, що вживаються для забезпечення тривалого життя деревини підпадають під визначення консервації деревини (wood preservation / timber treatment).

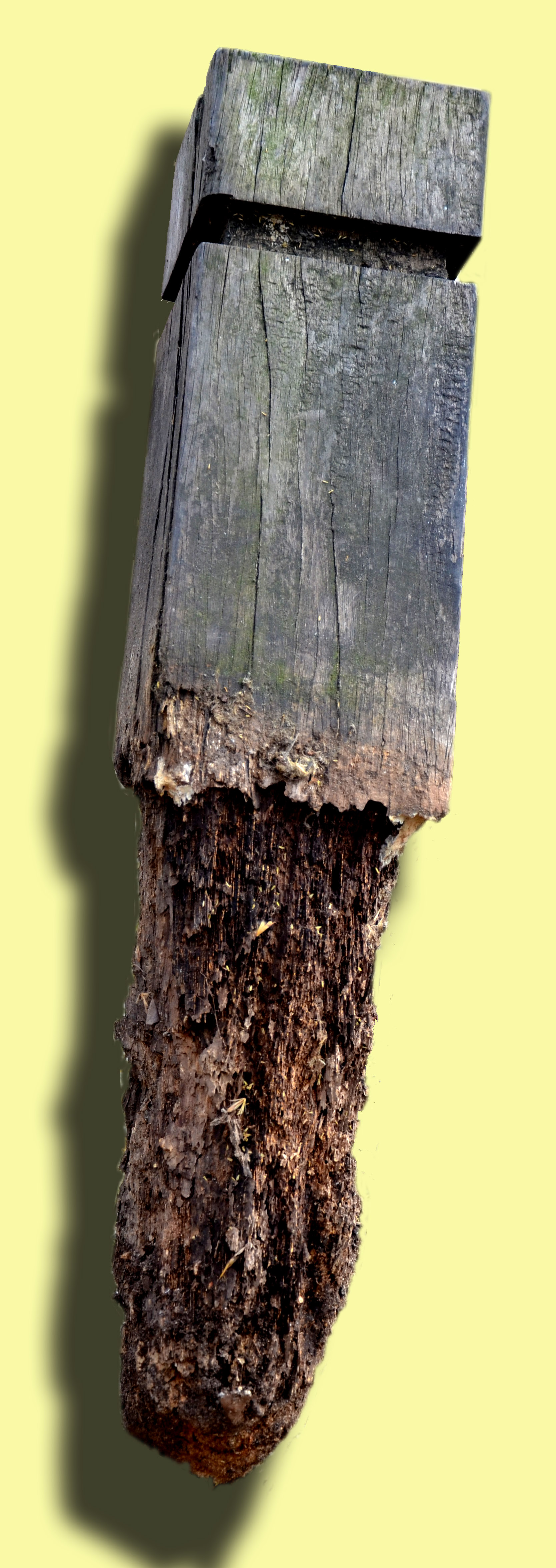
Для вологого та окисненого ґрунті існує декілька обробок, які дозволяють вразливій деревині (тут хвойна порода) довго протистояти бактеріальній чи грибковій деградації

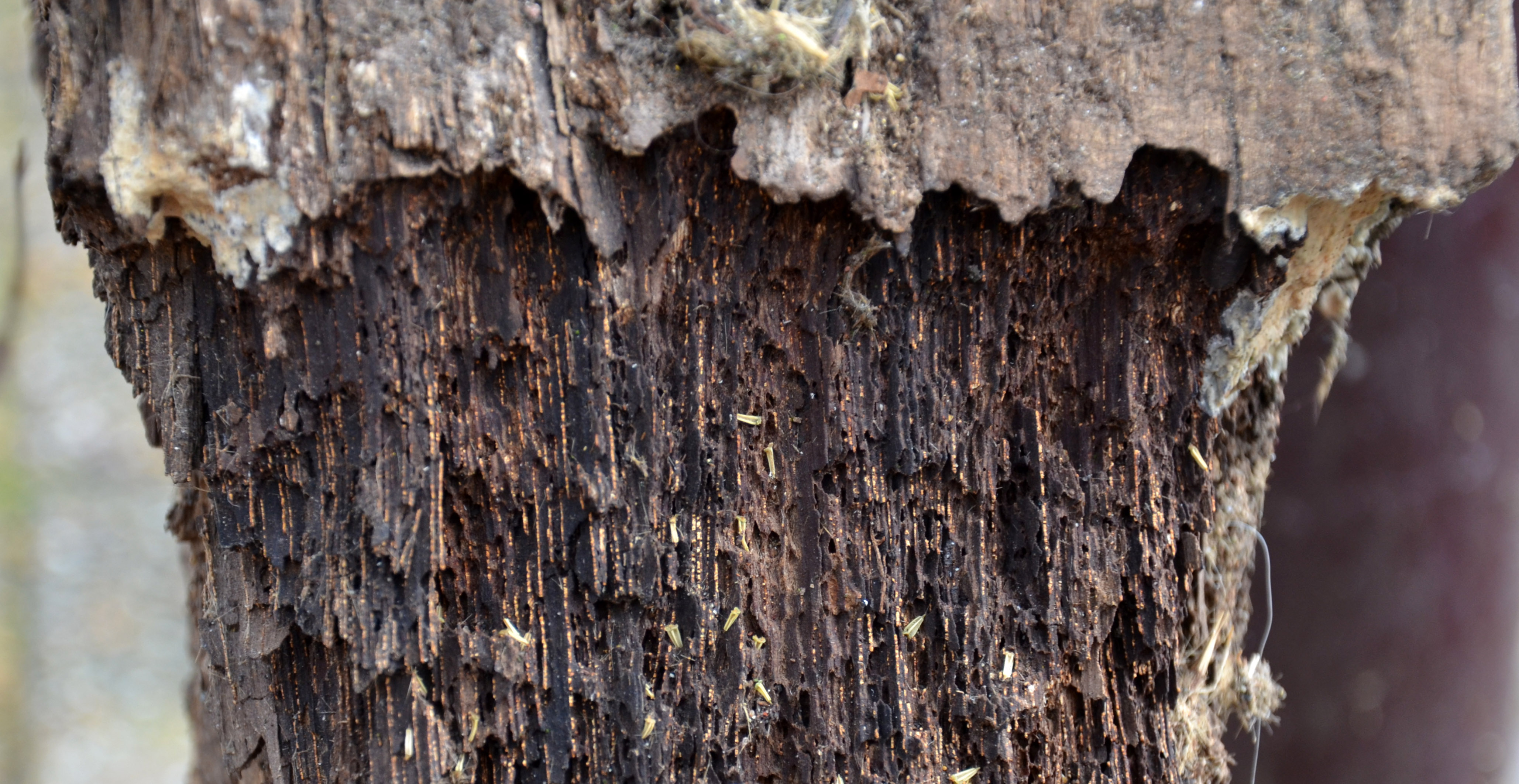
Деталі зразка на фотографії вище

Крім структурних заходів по збереженню деревини, існує ряд різних (хімічних) консервуючих та процесів термічної, камерної, вакуумної сушки, опалювання, які можуть продовжити термін експлуатації деревини, брусу, деревних конструкцій або інженерної деревини. Це, як правило, підвищує довговічність і стійкість від руйнування комахами або грибка.
Консервація лісоматеріалів - це процес застосування різних методів та технологій для збереження деревини та інших лісових матеріалів від руйнування та розкладу. Цей процес важливий для підтримання якості та тривалості лісопродуктів, таких як дерев'яні балки, дошки, меблі та інше.
Для консервації лісоматеріалів застосовуються різні методи, зокрема:
1. **Обробка антисептиками**: Використання хімічних речовин, які запобігають розвитку грибків, бактерій та інших організмів, що можуть пошкодити деревину.
2. **Вакуумна імпрегнація**: Цей процес включає витягнення повітря з порожнин деревини та заповнення їх захисними речовинами, що сприяє проникненню консервантів усередину дерева.
3. **Термомодифікація**: Обробка дерева під впливом високої температури без доступу повітря, що допомагає знизити вологість та збільшити стійкість до гнилі та шкідників.
4. **Масляна обробка**: Використання олій або воску для захисту поверхні дерева від вологи та шкідників.
5. **Фарбування та лакування**: Застосування фарб або лаків для захисту дерев'яних поверхонь від впливу атмосферних умов.
Консервація лісоматеріалів допомагає зберегти природні ресурси та подовжити термін їх експлуатації, що важливо для сталого використання лісових ресурсів.

## Історія

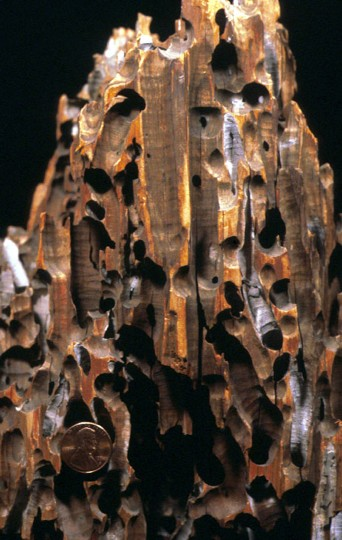
Стовп причалу пошкоджений молюском відомим як Корабельний черв'як.

За словами Річардсона, консервація деревини практикувалася майже стільки ж як і деревина. Існують зафіксовані факти консервації деревини, що сягають часів стародавньої Греції часів правління Александра Македонського, де мостовий брус просочувався олією. Стародавній Рим захищав свої корабельні корпуси, натираючи деревину дьогтем. Під час Промислової революції, консервація деревини стала визначальною в деревообробній галузі. Винахідники та науковці, такі як Bethell, Boucherie, Burnett та Kyan зробили історичні розробки в процесах та рішеннях консервації деревини. Комерційна вакуумна консервація почалася в пізній половині XIX-го століття з обробкою залізничних шпал креозотом. Консервована деревина переважно використовувалася для індустріального, аграрного та електромереж, де використовується і досі, поки її використання значно не зросло (принаймні в США) у 1970-х, коли власники будинків почали будувати тераси та облаштовувати задні подвір'я. Інновації в оброблюваних виробах з деревини тривають і донині, за попитом споживачів в менш токсичних матеріалах.

## Небезпека
Деревина, що оброблялася промисловим тиском (вакуумом) із затвердженими консервантними продуктами, становить обмежений ризик для населення та повинна бути належним чином утилізована. 31 грудня 2003 року промисловість обробки деревини США припинила обробку побутових пиломатеріалів миш'яком та хромом (хромований арсенат міді, або CCA). Це була добровільна угода з Агентством охорони навколишнього середовища США. Хромований арсенат міді було замінено пестицидами на основі міді, за винятком певних промислових цілей. Хромований арсенат міді все ще може використовуватися для виробів на відкритому повітрі, таких як вантажні причепи та нежитлове будівництво, як пристані, доки та сільськогосподарські будівлі. Промислові хімічні речовини для збереження деревини, як правило, не доступні безпосередньо для населення та можуть потребувати спеціального дозволу на імпорт чи закупівлю, залежно від товару та юрисдикції, де використовується. У більшості країн виробничі процеси по консервації деревини - це діяльність що підлягає ліцензуванню відповідних регуляторних органів, таких як EPA або їх аналогічні. Умови звітності та ліцензування сильно різняться, залежно від конкретних використовуваних хімічних речовин та країни.
Хоч пестициди і використовуються для обробки пиломатеріалів, консервація пиломатеріалів захищає природні ресурси, дозволяючи деревним виробам експлуатуватись довше. Попередні погані практики в промисловості в деяких випадках залишили спадщину забрудненої землі та води навколо місць обробки деревини. Однак, згідно з затвердженими в даний час галузевими практиками та регуляторним контролем, такими як впроваджені в Європі, Північній Америці, Австралії, Новій Зеландії, Японії та інших місцях, вплив цих операцій на навколишнє середовище повинен бути мінімальним.[ненейтрально][джерело?]
Деревина, оброблена сучасними консервантами, як правило, безпечна для застосування з урахуванням відповідних запобіжних заходів та заходів особистого захисту. Однак оброблена деревина може становити певну небезпеку за деяких обставин, наприклад, під час горіння або коли з обробкою утворюються частинки деревного пилу або інші дрібнотоксичні залишки, або коли оброблена деревина безпосередньо контактує з продуктами харчування та сільського господарства.[джерело?]
Нещодавно на ринок були представлені консерванти, що містять мідь у вигляді мікроскопічних частинок, зазвичай з "мікронізованими" або "мікро" торговими найменуваннями та позначеннями, такими як MCQ або MCA. Виробники заявляють, що ці продукти безпечні, і EPA зареєструвала ці продукти.
Американська асоціація захисту деревини (AWPA) рекомендує всю оброблювану деревину супроводжувати Інструкцією для споживачів (CIS), повідомляти інструкції щодо безпечного поводження та утилізації, а також потенційні небезпеки для здоров’я та довкілля від обробленої деревини. Натомість багато виробників вирішили надати "Інформаційні таблиці безпеки матеріалів" (MSDS). Незважаючи на те, що практика розповсюдження MSDS замість CIS є широко поширеною, триває дискусія щодо практики та як найкраще донести до кінцевого споживача потенційні небезпеки та зменшення небезпеки. Ні MSDS, ні нещодавно прийняті Міжнародні таблиці безпеки (SDS) не вимагаються для оброблених пиломатеріалів згідно з чинним федеральним законодавством США.

## Хімічні
Хімічні консерванти можна класифікувати на три широкі категорії: водорозчинні, масляні і легкі розчинні консерванти (LOSP).

### Мікронізована мідь
Нещодавно впроваджена у США та Європі технологія ([мікронізована] або дисперсна) консервація частинками міді. У цих системах мідь подрібнюється до мікрочастинок і накопичується у воді, а не розчиняється хімічною реакцією, як це відбувається з іншими продуктами з міді, таких як ACQ та Азол міді. В даний час у виробництві є дві мікродисперсні мідні системи. Одна система використовує кват-біоцидну систему (відому як MCQ) і являє собою похідну з ACQ. Інший використовує біоцид азолу (відомий як MCA або µCA-C) і є похідною мідного азолу.
Прихильники мікродисперсних мідних систем вважають, що ця система працює так само або навіть краще, ніж розчинена мідна система як консервант деревини, але інші галузеві дослідники не погоджуються. Жодна з мікродисперсна мідна система не була подана на оцінку Американській асоціації захисту деревини (AWPA); таким чином, системи твердих часток не повинні використовуватися, де необхідні стандарти AWPA. Однак усі мікродисперсні мідні системи були випробувані та затверджені вимогами будівельних норм Міжнародними будівельними нормами International Building Code (ICC). Мікродисперсні мідні системи надають більш світлий колір, ніж системи розчинення міді, такі як ACQ або мідний азол.
Прихильники мікронізованих мідних систем стверджують, що системи підлягають сторонній інспекції за програмою моніторингу якості. Однак програма моніторингу не підлягає контролю з боку Американського комітету з стандартів пиломатеріалів (ALSC), як це потрібно для стандартних систем AWPA.
Дві системи мідних твердих частинок, одна з яких продається як MicroPro, а інша як Wolmanized за допомогою рецептури μCA-C, отримали сертифікацію екологічно рекомендованого продукту (Environmentally Preferable Product). Сертифікація EPP була видана Науково-сертифікаційними системами (Scientific Certifications Systems) та заснована на порівняльних оцінках впливу життєвого циклу з галузевим стандартом.
Розмір частинок міді, що використовується у «мікронізованих» мідних системах, коливається від 1 до 700 nm із середнім значенням менше 300 nm. Більші частинки міді (такі як фактичні мікроскопічні частинки) міді адекватно не проникають у структуру деревної клітини. Ці мікронізовані консерванти використовують наночастинки оксиду міді або карбонату міді, для яких існують ймовірні проблеми безпеки. Нещодавно екологічна група подала клопотання до EPA про скасування реєстрації мікронізованої мідної продукції, посилаючись на проблеми безпеки.

#### Мідне лудження
Мідне лудження Alkaline copper quaternary (ACQ) - консервант, виготовлений з міді, фунгіциду і quaternary ammonium сполуки (кват), як дідецилдиметилхлориду амонію, інсектициду, який також збільшує фунгіцидну обробку. ACQ набув широкого застосування у США, Європі, Японії та Австралії після обмежень щодо CCA. Це використання регулюється національними та міжнародними стандартами, які визначають об'єм поглинання консервантів, необхідний для конкретного кінцевого використання деревини.

#### Мідний азол
Мідний консервант азол (позначається як CA-B і CA-C згідно зі стандартами Американської асоціації захисту деревини / AWPA стандарти) - головний консервант деревини на основі міді, який набув широкого застосування в Канаді, США, Європі, Японії та Австралії як наслідок обмеження CCA. Його використання регулюється національними та міжнародними стандартами, які визначають об'єм поглинання консервантів, необхідний для конкретного кінцевого використання деревини.

### Мідний нафтенат
Мідний нафтенат, винайдений у Данії в 1911 році, ефективно і широко застосовується, включаючи: огороджувальні стовпи, рамки, сітки, парники, комунальні стовпи, залізничні шпали, вулики та дерев’яні споруди в контакті з землею. Нафтенат міді зареєстрований в EPA як пестицид без обмежень, тому не мають вимог ліцензування щодо його використання в якості консерванту для деревини. Мідний нафтенат можна наносити за допомогою пензлика, занурення або обробки тиском.

### Хромований арсенат міді
При консервуванні CCA мідь є первинним фунгіцидом, миш'як є вторинним фунгіцидом та інсектицидом, а хром є фіксатором, який також забезпечує стійкість до ультрафіолету (УФ). Впізнаваний зеленуватим відтінком деревини, CCA - консервант, який був надзвичайно поширеним протягом багатьох десятиліть.
У процесі обробки тиском водний розчин CCA застосовують за допомогою циклу вакууму та тиску, а оброблену деревину потім укладають насухо. Під час процесу суміш оксидів реагує, утворюючи нерозчинні сполуки, допомагаючи при проблемах вилуговування.
Процес може застосовувати різні кількості консервантів при різних рівнях тиску, щоб захистити деревину від підвищення рівня агресивності середовища. Збільшуючий захист можна застосовувати до: атмосферного впливу, імплантації в ґрунт або в морському середовищі.
В останнє десятиліття висловлювались занепокоєння, що хімічні речовини можуть потрапляти з деревини в навколишнє середовище ґрунт, в результаті чого концентрації перевищують природний рівень. У дослідженні, цитованому у «Forest Products Journal», було виявлено 12–13% хромованого арсенату міді, що вилуговується з обробленої деревини, закопаної в компост протягом 12 місяців. Після того, як ці хімічні речовини вилугуються з деревини, вони, ймовірно, зв'язуються з частинками ґрунту, особливо на ґрунтах з глини або ґрунтах, які є більш [нейтральними], ніж нейтральними. У США Комісія з безпеки споживчих товарів в 2002 році опублікувала звіт, в якому заявила, що вплив миш'яку від прямого контакту людини з обробленою CCA деревиною може бути вищим, ніж вважалося раніше. 1 січня 2004 року Агенція з охорони довкілля (EPA) у добровільній угоді з промисловістю почала обмежувати використання CCA в обробленій деревині в житловому та комерційному будівництві, за винятком дахових конструкцій та черепиці, стаціонарного дерева фундаменту, а також деякі комерційні застосування. Це робилося для того, щоб зменшити використання миш'яку та покращити екологічну безпеку, хоча EPA обережно зазначила, що вони не зробили висновку, що оброблені CCA деревні конструкції піддаються небезпеці для населення. EPA не вимагає видалення чи демонтажу існуючих деревних конструкцій, оброблених CCA.
В Австралії Australian Pesticides and Veterinary Medicines Authority (APVMA) обмежено використання консервантів CCA для обробки деревини, що використовується в певних випадках, починаючи з березня 2006 року. CCA більше не може використовуватися для обробки деревини, яка використовується в «близьких контактах з людьми», таких як дитяче ігрове обладнання, меблі, житлові настили та поручні. Використання для житлових, комерційних та промислових застосувань з низьким рівнем контактів залишається необмеженим, як і його використання у всіх інших ситуаціях. Рішення APVMA обмежити використання CCA в Австралії було запобіжним заходом, навіть незважаючи на те, що за звітом не знайдено жодних доказів, які б демонстрували, що оброблена CCA деревина створювала б необґрунтованих ризиків для людини при нормальному використанні. Аналогічно до Угоди про EPA в США, APVMA не рекомендував демонтувати або видалити існуючі деревні споруди, оброблені CCA.
В Європі Директивою 2003/2/EC обмежуються ринки та використання миш'яку, включаючи обробку деревини CCA. Оброблену CCA деревину заборонено використовувати в житлових або побутових спорудах. Дозволяється використовувати в різних промислових і громадських роботах, таких як мости, безпекові огорожі на шосе, лінії електропередач та стовпи телекомунікацій.
У Великій Британії відходи деревини, оброблені CCA, були класифіковані в липні 2012 року як небезпечні відходи Департаментом екології, продовольства продовольства та сільського господарства.

### Інші сполуки міді
До них належать мідні HDO (Bis-(N-cyclohexyldiazeniumdioxy)-copper або CuHDO), хромат міді, цитрат міді, кислотний мідний хромат та асеніачний арсенат цинку міді (ACZA). Консервація CuHDO є альтернативою CCA, ACQ та CA, що застосовувалися в Європі та на дозвільних етапах для Сполучених Штатів та Канади. ACZA зазвичай використовується для морських застосувань.

### Борат
Борна кислота, оксиди та солі (борат)у - ефективні консерванти деревини та постачаються під численними торговими марками по всьому світу. Однією з найбільш поширених сполук, що застосовуються, є тетрагідрат динатрію октаборат disodium octaborate tetrahydrate (DOT). Оброблена боратами деревина має низьку токсичність для людини і не містить міді та інших важких металів. Однак, на відміну від більшості інших консервантів, сполуки борату не закріплюються в деревині і можуть частково вилуговуватися, якщо їх повторно піддавати впливу води, яка стікає, а не випаровується (випаровування залишає борат в структурі, тому це не є проблемою). Навіть незважаючи на те, що вилуговування зазвичай не знижує концентрацію бору нижче ефективних рівнів для запобігання росту грибків, борати не слід застосовувати там, де вони будуть піддаватися повторному дощу, воді чи ґрунту, якщо відкриті поверхні не оброблені на відштовхування води. Сполуки боратів цинку менш чутливі до вилуговування, ніж сполуки борат натрію, але все ж не рекомендуються для використання під землею, якщо деревина не буде попередньо герметизована. Останній інтерес до деревини з низькою токсичністю для житлового використання, разом з новими правилами, що обмежують деякі засоби консервації деревини, призвели до відродження консервації боратом балок підлоги та внутрішніх конструкційних елементів. Дослідники CSIRO в Австралії розробили органоборати, які є набагато стійкішими до вилуговування, в той же час забезпечуючи деревину гарним захистом від термітів та грибку. Ціна на виробництво цих модифікованих боратів обмежать їх широке поширення, але вони, ймовірно, будуть придатні для певних нішових застосувань, особливо де низька токсичність має першочергове значення.

### ПТІ (PTI)
Нещодавні занепокоєння щодо впливу металевих консервантів деревини на здоров'я та довкілля спричинили ринковий попит до неметалічних консервантів деревини, таких як пропіконазол - тебуконазол - імідаклоприд, більш відомих як PTI. Стандарти Американської асоціації захисту деревини (AWPA) щодо PTI вимагають збереження 0,018ння 0,018 lb/ft3 (PCF) для наземного використання та 0,013 lb/ft3 при застосуванні в поєднанні з стабілізатором воску. AWPA не розробив стандарт для консерваційного контактного консерванту PTI, тому PTI в даний час обмежений надземним застосуванням, таким як терасні настили. Усі три компоненти PTI також використовуються в харчових продуктах. Дуже низькі необхідні терміни утримання деревини, обробленої тиском ПТІ, додатково обмежує вплив плюс додатково зменшує вантажні витрати та пов'язані з цим вплив на навколишнє середовище для доставлення компонентів консервантів до установок, що обробляють тиск.
Консервант PTI надає деревині дуже легкий відтінок. Як правило, виробники додають колірний барвник або маркують, щоб ідентифікувати деревину як оброблену та краще відповідати кольору інших деревних виробів, що обробляються під тиском. Вироби з деревини PTI консервації дуже добре пристосовані для нанесення фарби. Додавання стабілізатора воску дозволяє знизити утримування консервантів, а також істотно знижує схильність деревини до висихання та розщеплення в ході досихання. У поєднанні зі звичайним доглядом терасного настилу та герметизації, стабілізатор допомагає підтримувати зовнішній вигляд та придатність з плином часу. Дерев'яні вироби, що обробляються тиском, не є більш корозійними, ніж необроблена деревина, і дозволені для всіх видів контактів з металами, включаючи алюміній.
Пиломатеріали вакуумно консервовані PTI, є відносно новими на ринку та поки що не доступні у магазинах для будівельних матеріалів. Однак є деякі постачальники, які продають товари PTI консервації для доставлення в будь-яку точку США на основі замовлення на роботу.

### Силікат натрію
Силікат натрію утворюється шляхом злиття карбонат натрію з піском або нагрівання обох інгредієнтів під тиском. Він використовується з 19 століття. Він може бути стримуючим фактором проти нападу комах та має незначні вогнестійкі властивості; однак він легко вимивається з деревини вологою, утворюючи шар лускоподібного шару зверху.

### Силікат калію
Є ряд європейських виробників природних фарб, які розробили консерванти на основі силікату калію, обмежено використання консервантів CCA для обробки деревини, що використовується в певних випадках, починаючи з березня 2006 року. CCA більше не може використовуватися для обробки деревини, яка використовується в «близьких контактах з людьми», таких як дитяче ігрове обладнання, меблі, житлові настили та поручні. Використання для житлових, комерційних та промислових застосувань з низьким рівнем контактів залишається необмеженим, як і його використання у всіх інших ситуаціях. Рішення APVMA обмежити використання CCA в Австралії було запобіжним заходом, навіть незважаючи на те, що за звітом не знайдено жодних доказів, які б демонстрували, що оброблена CCA деревина створювала б необґрунтованих ризиків для людини при нормальному використанні. Аналогічно до Угоди про EPA в США, APVMA не рекомендував демонтувати або видалити існуючі деревні споруди, оброблені CCA.
В Європі Directive 2003/2/EC обмежуються ринки та використання миш'яку, включаючи обробку деревини CCA. Оброблену CCA деревину заборонено використовувати в житлових або побутових спорудах. Дозволяється використовувати в різних промислових і громадських роботах, таких як мости, безпекові огорожі на шосе, лінії електропередач та стовпи телекомунікацій. У Великій Британії відходи деревини, оброблені CCA, були класифіковані в липні 2012 року як небезпечні відходи Департаментом екології, продовольства та сільського господарства.

### Спрей Біфентрін
В Австралії було розроблено консервант на основі води bifenthrin для поліпшення стійкості деревини до комах. Оскільки цей консервант застосовується розпилювачем, він проникає лише у зовнішній 2 мм переріз деревини. Висловлювались занепокоєння щодо того, чи забезпечить ця система тонкої оболонки захист від комах у довгостроковій перспективі, особливо під час впливу сонячних променів протягом тривалого періоду.

### Антипірен
Це вогнезахисна обробка деревини використовує хімічну речовину [Антипірен], яка залишається стабільною у високотемпературних умовах. Антипірен застосовується під тиском на деревообробній установці, як описані вище консерванти, або застосовується поверхнево.
В обох випадках консервація забезпечує фізичний бар'єр для поширення полум'я. Оброблена деревина обвуглюється, але не оксидується. Фактично утворюється конвективний шар, який рівномірно передає тепло полум’я деревині, що значно уповільнює хід вогню до матеріалу. Деякі матеріали покриття, що наносяться на будмайданчиках, а також бромізовані вогнезахисні засоби втратили прихильність через проблеми безпеки, а також проблеми, пов'язані з послідовністю нанесення.
Єдині просочувальні вогнезахисники, комерційно доступний в Австралії, - це «NexGen». "Guardian", які використовували формат кальцію як "потужний модифікуючий агент деревини", був вилучений з продажу на початку 2010 року з невизначених причин.

### Нафтові
До них відносяться пентахлорфенол ("penta") та креозот. Вони виділяють сильний нафтохімічний запах і зазвичай не використовуються в споживчих матеріалах. Обидві ці консервації під тиском звичайно захищають деревину протягом 40 років у більшості застосувань.

#### Креозот вугільно-смоловий
Креозот був першим консервантом для деревини, що отримав промислове застосування понад 150 років тому, і він досі широко використовується для захисту компонентів промислової деревини, де важливий довгий термін експлуатації.
Креозот - консервант на основі смоли, який зазвичай використовується для ліній електропередач та залізничних шпал. Креозот є одним із найдавніших консервантів деревини і спочатку був отриманий з дистиляту деревини, але зараз практично весь креозот виробляється при перегонці вугільної смоли. Креозот регулюється як пестицид і зазвичай не продається населенню.

#### Лляне масло
Останніми роками в Австралії та Новій Зеландії лляне масло було включено в склади консервантів як розчинник та водовідштовхувальна речовина для обробки деревини. Це передбачає просто обробку зовнішньої частини 5 mm перерізу деревного елемента консервантом (наприклад, перметрином 25:75), залишаючи серцевину необробленою. Хоча не настільки ефективні, як методи CCA або LOSP, ця консервація значно дешевше, оскільки вона має набагато меншу витрату. Основні виробники консервантів додають синій (або червоний) барвник для обробки. Кольоровий барвник також вказує на те, що брус обробляється на стійкість до термітів / білих мурах. В Австралії триває рекламна кампанія щодо цього виду консервації.

### Інші емульсії

#### Легкі органічні розчинні консерванти
Light organic solvent preservatives (LOSP). Цей клас обробки деревини використовує Уайт-спірит або легкі олії, такі як гас, як носій розчинника для просочення сполук консервантів у деревину. Синтетичні піретроїди зазвичай використовують як інсектицид, такий як перметрин, біфентрин або дельтаметрин. В Австралії та Новій Зеландії найпоширеніші препарати використовують перметрин як інсектицид, а пропаконазол та тебуконазол як фунгіциди. Хоча це хімічний консервант, цей склад не містить важких металевих сполук.
З впровадженням в Європейському Союзі жорстких законів для летких органічних сполук (VOC), LOSP мають недоліки через високу вартість та тривалий час процесу, пов'язаний із системами випаровувального відновлення. LOSP були емульговані у розчинники на водній основі. Хоча це значно зменшує викиди летких органічних сполук, деревина набрякає під час обробки, усуваючи багато переваг рецептур LOSP.

### Епоксидні
Для консервації та герметизації деревини можуть використовуватися різні епоксидні смоли, зазвичай розріджені розчинником, як ацетон або метил етилкетон (МЕК).

### Нові технології

#### Біологічно модифікована деревина

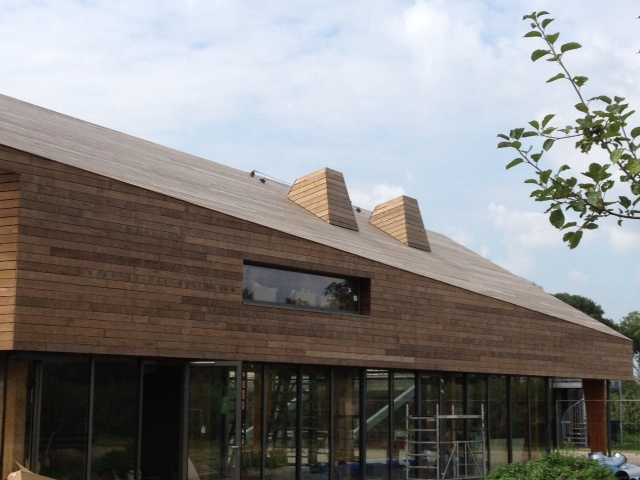
Paviljoen Eindhoven NobelWood

Біологічно модифікована деревина обробляється біополімерами від сільськогосподарських відходів. Після висихання і затвердіння м'який брус стає витривалим і міцним. З цим процесом швидкозростаюча сосна набуває властивості, схожі на тропічну листяну деревину. Виробничі потужності для цього процесу знаходяться в Нідерландах і відомі під торговою назвою "NobelWood".
З сільськогосподарських відходів, як, наприклад, цукрової тростини, виготовляється фурфуриловий спирт. Теоретично цей спирт може бути з будь-яких відходів ферментованої біомаси і тому його можна назвати екологічною хімічною речовиною. Після реакцій конденсації попередньо полімери утворюються з фурфурилового спирту. Швидкозростаючі хвойні породи просочені водорозчинним біополімером. Після просочення деревина висушується і нагрівається, що ініціює реакцію полімеризації між біополімером і деревними клітинами. У результаті цього процесу утворюються клітини деревини, стійкі до мікроорганізмів. На даний момент єдиний вид деревини, який використовується для цього процесу, є Pinus radiata. Це найшвидше зростаючий вид дерева на Землі, який має пористу структуру, що особливо підходить для процесів просочення.
Ця техніка застосовується до деревини в основному для будівельної галузі для облицювальних матеріалів. Методика вдосконалюється з метою досягнення аналогічних фізичних та біологічних властивостей інших деревних порід, просочених поліфурфурилом. Окрім просочення біополімерами, деревина також може бути просочена вогнезахисними смолами. Ця комбінація створює брус із класом міцності I та сертифікатом пожежної безпеки Євро класу B.

#### Ацетилювання деревини

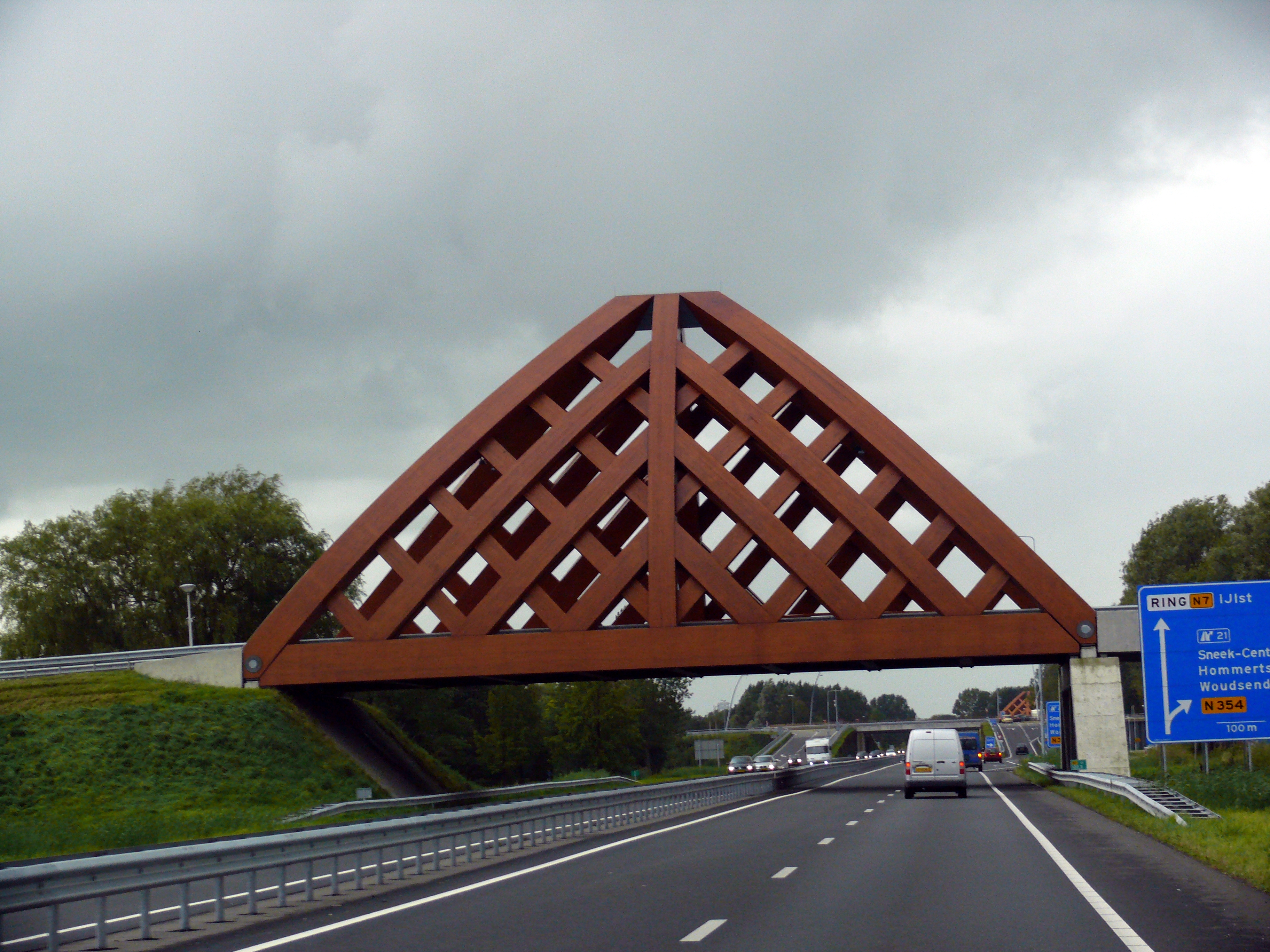
This bridge made from acetylated wood near Sneek, the Netherlands, is designed to carry heavy traffic.

Хімічна модифікація деревини на молекулярному рівні була використана для поліпшення її експлуатаційних властивостей. Опубліковано багато систем хімічної реакції для модифікації деревини, особливо тих, що використовують різні типи ангідридів; реакція деревини з оцтовим ангідридом була найбільш вивченою.
Фізичні властивості будь-якого матеріалу визначаються його хімічною будовою. Деревина містить велику кількість хімічних груп, які називаються "вільними гідроксилами". Вільні гідроксильні групи легко поглинають і виділяють воду відповідно до змін кліматичних умов, яким вони піддаються. Це головна причина, через яку набухання та усадка впливає на розмірну стійкість деревини. Вважається також, що реакція деревини з ферментами ініціюється на вільних ділянках гідроксилу, що є однією з основних причин, чому деревина схильна до гниття.
Ацетилювання ефективно перетворює вільні гідроксили в деревині на ацетилові групи. Це відбувається шляхом взаємодії деревини з оцтовим ангідридом, який походить від оцтової кислоти. Коли вільні гідроксильні групи перетворюються на ацетильні групи, здатність деревини поглинати воду значно знижується, роблячи деревину стабільнішою за розміром і, оскільки вона вже не засвоюється, надзвичайно міцною. Як правило, хвойні породи природи мають вміст ацетилу від 0,5 до 1,5%, а більш міцні листяні породи - від 2 до 4,5%. Ацетилювання покращує деревину набагато вище цих рівнів із відповідними перевагами. Сюди входить тривалий термін експлуатації покриттів за рахунок ацетильованої деревини, яка діє як більш стійкий субстрат для фарб та напівпрозорих покриттів. Ацетильована деревина нетоксична і не має екологічних проблем, пов'язаних із традиційними методами консервації.
Ацетилювання деревини вперше було здійснено в Німеччині в 1928 році Фуксом. У 1946 році Тарков, Стейм і Еріксон вперше описали використання ацетилювання деревини для стабілізації деревини від набряку у воді. Починаючи з 1940-х років, багато лабораторій у всьому світі розглядали ацетиляцію багатьох різних видів лісів та сільськогосподарських ресурсів.
Незважаючи на величезну кількість досліджень хімічної модифікації деревини ацетилюванням, комерціалізація пройшла не так просто. Перший патент на ацетилювання деревини був поданий Суїдою в Австрії в 1930 р. Пізніше, у 1947 р., Стейм і Тарков подали патент на ацетилювання деревини та дощок, використовуючи піридин як каталізатор. У 1961 році Копперс Компанія опублікувала технічний бюлетень про ацетилювання деревини, використовуючи не каталізалію, а органічний розчинник  У 1977 р. В Росії Отлєснов і Нікітіна наблизилися до комерціалізації, але процес був припинений, імовірно, тому, що економічної ефективності досягти не вдалося. У 2007 році лондонська компанія Titan Wood, що має виробничі потужності в Нідерландах, досягла економічної комерціалізації та розпочала масштабне виробництво ацетильованої деревини під торговою назвою "Accoya".

### Природні

#### Покриття міддю
Покриття міддю або обкладка міддю є практикою покриття деревини, найчастіше дерев'яних корпусів кораблів, мідним металом. Оскільки металева мідь є відштовхувальною та токсичною для грибів, комахи, такі як терміти, і морські двоклапани, що дозволяє зберегти деревину, а також діє як засіб проти забруднення, щоб запобігти прикріпленню водних форм життя до корпусу судна що зменшує швидкість судна та маневреність.

#### Природно стійка до гниття деревина
Ці види стійкі до гниття у своєму природному стані, завдяки високому вмісту органічних хімічних речовин, так званих "екстрактивних речовин", в основному поліфенолів, що мають антимікробні властивості. Екстрактивні речовини - це хімічні речовини, які осідають у серцевині певних порід дерев, коли вони перетворюють молоді шари серцевини у старші, хоча вони наявні в обох частинах. Лагаростробос Франкліна, merbau (Intsia bijuga), Евкаліпт, totara (Podocarpus totara), puriri, kauri (Agathis australis) і багато кипариси, такі як Секвоя і Туя велетенська, потрапляють до цієї категорії. Однак, багато хто з цих видів, як правило, є надзвичайно дорогими для загальних будівельних застосувань.
Лагаростробос Франкліна використовувалась для корабельних корпусів у 19 столітті, але надмірне збирання врожаю та надзвичайно повільний темп росту сосни робить це зараз спеціалізованим лісом. Ця деревина настільки стійка до гниття, що повалені дерева з багатьох років тому все ще є комерційно цінними.
Intsia bijuga досі залишається популярним брусом для терасного настилу і має тривалий термін експлуатації надземних застосувань, але його вирубка не законна і вона занадто тверда і крихка для загального використання.
Східний червоний кедр (Ялівець віргінський) і Робінія звичайна здавна використовуються для стійких до гниття стовпчиків парканів і рейок в східних штатах США.
Podocarpus totara та puriri широко використовувались в Новій Зеландії під час європейської колоніальної епохи, коли рідні ліси були "видобуті", навіть як огорожі, з яких багато які і досі працюють. Тотара була використана людьми Маорі (народ) для побудови великих Вака (каное). Сьогодні це спеціалізовані бруси як наслідок їх дефіциту, хоча запаси нижчого класу продаються для ландшафтного використання.
Agathis australis - чудова деревина для побудови корпусів і палуб човнів. Зараз це також спеціальна деревина та старовинні колоди (понад 3 000 років), видобуті з боліт, використовуються токарями та меблевиками.
Природна довговічність або стійкість до гниття та комах деревних порід завжди базується на серцевині (або "truewood"). Sapwood (молоді шари) всіх порід деревини слід вважати нестійкими без консервації.

#### Тунгова олія
Тунгова олія застосовується протягом сотень років у Китаї, де він використовувався як консервант для дерев'яних суден. Олія проникає в деревину, а потім твердне, утворюючи непроникний гідрофобний шар до 5 мм в деревину. Як консервант він ефективний для зовнішніх робіт над і під землею, але тонкий шар робить його менш корисним на практиці. Він не доступний в якості обробки під тиском.

#### Термічна обробка
Виходячи за межі сушіння деревини, термічна обробка може зробити деревину більш міцною. Нагріваючи деревину до певної температури, можна зробити деревне волокно менш привабливим для комах.
Термічна обробка також може покращити властивості деревини відносно вологи, з меншою рівноважною вологістю, меншою деформацією від вологи та стійкістю до погоди. Таке дерево досить стійке до погодних умов, щоб використовувати його без захисту, на фасадах або на кухонних столах, де передбачається змочування.
Існують чотири подібні термічні обробки - Westwood, розроблений у США, Retiwood, розроблений у Франції; Thermowood, розроблене у Фінляндії компанією VTT, і Platowood, розроблені в Нідерландах. Ці процеси автоклавують оброблювану деревину, піддаючи її тиску та нагріванню, разом із азотом або водяною парою для контролю сушіння в процесі поетапної обробки в межах від 24 до 48 годин при температурі від 180 °C до 230 °C залежно від порід деревини. Ці процеси підвищують довговічність, розмірну стійкість і твердість обробленої деревини принаймні на один клас; однак оброблена деревина темнішає в кольорі і відбуваються зміни певних механічних характеристик: Зокрема, модуль пружності збільшується до 10%, а модуль розриву зменшується на 5% - 20%;[джерело?] таким чином, оброблена деревина потребує свердління для цвяхів, щоб уникнути розщеплення деревини. Деякі з цих процесів викликають менший механічний вплив ніж інші. Деревина, оброблена цим процесом, часто використовується для облицювання або обшивки, підлоги, меблів та вікон.
Для боротьби з шкідниками, які можуть міститись у пакувальному матеріалі (наприклад ящики та піддони), ISPM 15 вимагає термічної обробки деревини до 56 °C протягом 30 хвилин щоб отримати HT-штамп. Зазвичай це потрібно, щоб забезпечити знищення Bursaphelenchus xylophilus та інших видів шкідників деревини, які можуть випадково бути транспортовані за кордон.

#### Обробка брудом
Дерево та бамбук можна закопати в бруд, щоб захистити їх від комах та гниття. Ця практика широко застосовується у В'єтнамі для будівництва фермерських будинків, що складаються з дерев'яного конструкційного каркаса, бамбукового каркаса даху та бамбука з брудом, змішаним із рисовим сіном для стін. Хоча деревина, що контактує з ґрунтом, як правило, розкладається швидше, ніж деревина, яка не контактує з ним, можливо, глиняні ґрунти, що переважають у В'єтнамі, забезпечують ступінь механічного захисту від нападу комах, що компенсує прискорену швидкість гниття.
Крім того, оскільки деревина піддається бактеріальному розпаду лише в конкретних діапазонах температур і вмісту вологи, занурення її у насичений водою бруд може затримати розпад, насичуючи внутрішні клітини деревини поза межі її меж вологого розпаду.

## Зовнішні посилання

### Non-CCA
- Non-CCA Wood Preservatives: Guide to Selected Resources - National Pesticide Information Center [Архівовано 31 жовтня 2007 у Wayback Machine.]

### Арсенат
- Case Studies in Environmental Medicine - Arsenic Toxicity [Архівовано 20 листопада 2016 у Wayback Machine.]
- CPSC Test coatings to reduce arsenic emissions from pressure treated wood[недоступне посилання]

### Борат
- Borate Treated Lumber in Modern Applications
- Analysis of Borate as an Insecticide in Wood [Архівовано 11 березня 2006 у Wayback Machine.]

### Силікат натрію
- Brief cutout from The Columbia Encyclopedia [Архівовано 9 травня 2006 у Wayback Machine.]
- Albite (sodium aluminum silicate) [Архівовано 29 липня 2020 у Wayback Machine.] mineral

### Різне
- FAQ from the Forest Products Laboratory of the US Forest Service [Архівовано 25 липня 2005 у Wayback Machine.]
- Information from the U.S. Environmental Protection Agency [Архівовано 12 жовтня 2021 у Wayback Machine.]
- The American Wood Protection Association (AWPA, formerly the American Wood Preservers' Association) [Архівовано 16 квітня 2019 у Wayback Machine.]
- American Lumber Standards Committee (ALSC) [Архівовано 31 серпня 2020 у Wayback Machine.]
- [Архівовано 18 жовтня 2020 у Wayback Machine.]